# Емили у Паризу
Емили у Паризу (енгл. Emily in Paris) америчка је телевизијска серија коју је створио Дарен Стар за Netflix. Главна улога припала је Лили Колинс која тумачи истоимену Емили, Американку која се сели у Париз како би пружила америчку перспективу француској маркетиншкој фирми. Тамо се сусреће са разним пословним и љубавним изазовима.
Производи је MTV Entertainment Studios, а првобитно је требало да је приказује Paramount Network, али је у јулу 2020. прешла на Netflix. Снимање се одвија на Ил де Франсу, односно у Паризу и његовим предграђима, а почело је у августу 2019.
Премијера је приказана 2. октобра 2020. Добила је позитивне рецензије у САД, али је критикована у Француској, док су је многи француски критичари осудили због негативних стереотипа о Парижима и Французима. У новембру 2020. Netflix је најавио другу сезону, која је почела са снимањем у мају 2021, а приказана 22. децембра 2021. У јануару 2022. Netflix је купио трећу и четврту сезону. Трећа сезона је приказана 21. децембра 2022. Четврта сезона је подељена на два дела — први је приказан 15. августа 2024, а други 12. септембра исте године. У септембру 2024. најављена је пета сезона.

## Радња
Емили у Паризу прати Емили, Американку из Чикага која се сели у Париз ради неочекиване пословне прилике. Она има задатак да представи америчку тачку гледишта у угледној француској маркетиншкој фирми. Културе се сукобљавају док се она прилагођава изазовима живота у Паризу и жонглира својом каријером, новим пријатељствима и љубавним животом.

### Главне
- Лили Колинс као Емили Купер, 29-годишњакиња који се сели из Чикага у Париз због привременог посла
- Филипин Леруа Болије као Силвије Грато, Емилина напорна француска шефица
- Ешли Парк као Минди Чен, амбициозна певачица и Емилина прва пријатељица у Паризу
- Лукас Браво као Габријел, кувар и Емилин комшија
- Самјуел Арнолд као Жилијен, Емилин сарадник
- Бруно Гури као Лик, Емилин сарадник
- Камиј Раза као Камиј, Емилина пријатељица у Паризу
- Вилијам Абади као Антоан Ламберт, Емилин клијент и власник парфемског предузећа
- Лусјен Лависконт као Алфи, британски банкар у Паризу

### Споредне
- Кејт Волш као Мадлин Вилер, Емилина шефица у Чикагу
- Жан-Кристоф Буве као Пјер Кадо, француски модни креатор и Матјеов ујак
- Чарлс Мартинс као Матје Кадо, предузетник
- Џереми О. Харис као Грегори Елиот Дупре, ривал Пјера Кадоа
- Селин Менвил као Жаклин, Емилина професорка француског језика
- Арно Бинар, Лоран Грато, предузетник и Силвијеин супруг
- Кевин Дијас као Беноа, члан Миндине музичке групе
- Ђин Сјуен Мао као Етјен, члан Миндине групе
- Серен Брегендал као Ерик де Грут, фотограф
- Мелија Крејлинг као Софија Сидерис, грчка уметница
- Пол Форман као Никола де Леон, предузетник
- Талија Бесон као Женевјев Грато, Лоранова ћерка
- Еуђенио Франческини као Марчело, италијански предузетник

### Гостујуће
- Чарли Фуке као Катрин Ламберт, Антоанова супруга
- Камиј Жапи као Луиза, Камијина мајка
- Кристоф Гајбет као Жерар, Камијин отац
- Виктор Мотелет као Тимоти, Камијин млађи брат
- Арно Вијар као Пол Бросар, бивши власник Емилине фирме
- Роу Хартрампф као Даг, Емилин бивши дечко из Чикага
- Клод Перон као Патрисија, Емилина колегиница
- Ејон Бејли као Ренди Цимер, познати власник хотела
- Александра Јермак као Клара, представница шведског произвођача луксузних кревета
- Жилијен Флореансиг као Томас, професор семиологије
- Карлсон Јанг као Бруклин Кларк, млада и позната америчка глумица
- Елизабет Тан као Ли, Миндина пријатељица
- Дејвид Прат као Тео, Камијин други брат
- Фејт Принс као Џудит Робертсон, чланица Америчких пријатеља Лувра
- Ајзеја Хоџес и Кристоф Тек као Grey Space, двојац авангардних модних креатора
- Дарија Панченко као Петра, жена која похађа часове француског са Емили
- Елен фон Унверт као она, фотографкиња ангажована за фотографисање Пјера Кадоа
- Јулијан Луман као Герхард, агент Елен фон Унверт и Жилијенова симпатија
- Алис Ревенерд као Натали, барменка
- Лука Ивула као Рафаил, соус-кувар у Габријеловом ресторану

## Епизоде

### Преглед серије
| Сезона | Сезона | Епизоде | Епизоде             | Оригинална објава   | Оригинална објава  |
| ------ | ------ | ------- | ------------------- | ------------------- | ------------------ |
|        | 1.     | 10      | 10                  | 2. октобар 2020.    | 2. октобар 2020.   |
|        | 2.     | 10      | 10                  | 22. децембар 2021.  | 22. децембар 2021. |
|        | 3.     | 10      | 10                  | 21. децембар 2022.  | 21. децембар 2022. |
|        | 4.     | 10      | 5                   | 15. август 2024.    | 15. август 2024.   |
| 5      | 4.     | 10      | 12. септембар 2024. | 12. септембар 2024. |                    |

### 1. сезона (2020)
| Бр. еп. (укупно) | Бр. еп. (у сезони) | Наслов                    | Редитељ       | Сценариста               | Премијера        | Прод. код |
| --- | ------------------ | ------------------------- | ------------- | ------------------------ | ---------------- | --------- |
| 1 | 1                  | Емили у Паризу            | Ендру Флеминг | Дарен Стар               | 2. октобар 2020. | 101       |
| Емили доноси свој амерички ентузијазам и нове идеје у нову канцеларију у Паризу, али испада да је њено незнање француског велики пропуст.               |                    |                           |               |                          |                  |           |
| 2 | 2                  |                           | Ендру Флеминг | Дарен Стар               | 2. октобар 2020. | 102       |
| Емили навигује кроз компликације француске љубави кад њен ентузијазам на канцеларијском дружењу импресионира заводљивог, али и инжењерског, клијента.   |                    |                           |               |                          |                  |           |
| 3 | 3                  | Секси или сексистички     | Ендру Флеминг | Дарен Стар               | 2. октобар 2020. | 103       |
| Емили изражава забринутост због изазовне нове рекламне кампање док се бави водоинсталатерским проблемима, језичним курсом и незгодним сарадницима.      |                    |                           |               |                          |                  |           |
| 4 | 4                  | Пољубац је само пољубац   | Зои Касаветес | Кејла Алперт             | 2. октобар 2020. | 104       |
| Слатка нова пријатељица помаже Емили проњушкати потенцијално големог новог клијента, али незгодна ситуација на послу угрожава договор.                  |                    |                           |               |                          |                  |           |
| 5 | 5                  |                           | Зои Касаветес | Али Волер и Џо Мерфи     | 2. октобар 2020. | 105       |
| Емили открива да све већа популарност њеног профила на друштвеним медијима отвара врата у Паризу, а пријатељски излазак доводи до сусрета с Габријелом. |                    |                           |               |                          |                  |           |
| 6 | 6                  |                           | Ендру Флеминг | Мет Витакер              | 2. октобар 2020. | 106       |
| Кад састанак са славном модном кућом пропадне због обичне грешке, Емили налази утеху у друштву наизглед шармантног професора.                           |                    |                           |               |                          |                  |           |
| 7 | 7                  | Француски крај            | Ендру Флеминг | Емили Голдвин и Сара Чои | 2. октобар 2020. | 107       |
| Након што је пристала пазити на америчку глумицу на отменом догађању на црвеном тепиху, Емилино вече, а и славна штићеница, отимају се контроли.        |                    |                           |               |                          |                  |           |
| 8 | 8                  | Породична ствар           | Ендру Флеминг | Грант Слос               | 2. октобар 2020. | 108       |
| Емилин викенд у пријатељицином дворцу пропада брзо попут отворене боце шампањца. Миндин нежељени сусрет са старим пријатељима завршава са стилом.       |                    |                           |               |                          |                  |           |
| 9 | 9                  | Америчка аукција у Паризу | Питер Лауер   | Алисон Браун             | 2. октобар 2020. | 109       |
| Добротворна аукција, донирана хаљина и авангардни дизајнерски двојац доносе невоље Емили након што запне за око наследнику Пјера Кадоа.                 |                    |                           |               |                          |                  |           |
| 10 | 10                 | Мода искључења            | Питер Лауер   | Грант Слос               | 2. октобар 2020. | 110       |
| Након што јој због дебакла на Недељи моде запрети отказ, Емили смишља нови план, а истовремено се припрема за опроштај с блиским пријатељем.            |                    |                           |               |                          |                  |           |

### 2. сезона (2021)
| Бр. еп. (укупно) | Бр. еп. (у сезони) | Наслов                                      | Редитељ            | Сценариста   | Премијера          | Прод. код |
| --- | ------------------ | ------------------------------------------- | ------------------ | ------------ | ------------------ | --------- |
| 11 | 1                  | ?                                           | Ендру Флеминг      | Дарен Стар   | 22. децембар 2021. | 201       |
| Осећајући гадну кривицу због сусрета с Габријелом, Емили одлучује да се одмакне од свега и оде на романтичан викенд. Минди се разочара новим послом.           |                    |                                             |                    |              |                    |           |
| 12 | 2                  | Којим путем до Сен Тропеа?                  | Ендру Флеминг      | Грант Слос   | 22. децембар 2021. | 202       |
| Радиш викендом? Quelle horreur! Емили чак ни у Сен Тропеу не може заборавити на посао, али након гафа на друштвеним мрежама можда неће имати избора.                         |                    |                                             |                    |              |                    |           |
| 13 | 3                  |                                             | Ендру Флеминг      | Алисон Браун | 22. децембар 2021. | 203       |
| Планирајући рођенданску вечеру, Емили оде у сауну с Камијиним пријатељицама и прихвати Габријелову помоћ око јеловника.                                        |                    |                                             |                    |              |                    |           |
| 14 | 4                  | Жил и Ем                                    | Питер Лауер        | Џо Мерфи     | 22. децембар 2021. | 204       |
| Емилине личне драме утичу на њен посао у Savoir-у, терајући је да се боље усредсреди на часове француског. Минди се на својој новој свирци надмеће с пантомимичаром. |                    |                                             |                    |              |                    |           |
| 15 | 5                  | Енглез у Паризу                             | Катина Медина Мора | Сара Чои     | 22. децембар 2021. | 205       |
| Емили покушава да увежба разговор „en Français” с колегом којем је досадно, балансирајући Габријелов ресторански деби, вечеру у Chopard-у и Камијин бес.                         |                    |                                             |                    |              |                    |           |
| 16 | 6                  | Тачка кључања                               | Катина Медина Мора | Алисон Браун | 22. децембар 2021. | 206       |
| Ситуација заискри на отварању Chez Lavaux-а. Емили сматра да је Алфи погрешно протумачио њен стил и „joie de vivre”. Силвије привуче поглед фотографа.                                 |                    |                                             |                    |              |                    |           |
| 17 | 7                  | Кувар, крадљивица, њен дух и његова девојка | Џенифер Арнолд     | Џо Мерфи     | 22. децембар 2021. | 207       |
| Емили напокон изглади односе с Алфијем, али све опет постане незгодно због посуђеног сакоа. Силвије се ангажује око Savoir-овог новог америчког клијента.            |                    |                                             |                    |              |                    |           |
| 18 | 8                  | Проблеми у Шампању                          | Џенифер Арнолд     | Дарен Стар   | 22. децембар 2021. | 208       |
| Емили након сумњиво декадентне вечере с Алфијем оде до Камијиног породичног дворца, где не одлећу само чепови боца -а.                                         |                    |                                             |                    |              |                    |           |
| 19 | 9                  | Мириси и осећајност                         | Ендру Флеминг      | Сара Чои     | 22. децембар 2021. | 209       |
| Емилина шефица из Чикага копа по Savoir-овим рачунима, што узруја Силвије. Миндина пропала љубав доживи ударац кад се разоткрије њена тајна.                         |                    |                                             |                    |              |                    |           |
| 20 | 10                 | Француска револуција                        | Ендру Флеминг      | Грант Слос   | 22. децембар 2021. | 210       |
| Емилина је оданост на тесту кад модна ревија у Версају припреми терен за оглед који би могао одредити Savoir-ову, али и њену, будућност.                             |                    |                                             |                    |              |                    |           |

### 3. сезона (2022)
| Бр. еп. (укупно) | Бр. еп. (у сезони) | Наслов                             | Редитељ            | Сценариста   | Премијера          | Прод. код |
| --- | ------------------ | ---------------------------------- | ------------------ | ------------ | ------------------ | --------- |
| 21 | 1                  | Имам двојицу љубавника             | Ендру Флеминг      | Грант Слос   | 21. децембар 2022. | 301       |
| Спонтана промена фризуре је једина одлука коју Емили успе брзо да донесе, јер опако забушава у бирању пута којим ће поћи у каријери и љубавном животу.                |                    |                                    |                    |              |                    |           |
| 22 | 2                  | О чему је реч...                   | Ендру Флеминг      | Алисон Браун | 21. децембар 2022. | 302       |
| Кад западне у потпуни хаос, Емили се обрати бившем колеги за помоћ. Међутим, покушај помирења теком отмене гала вечери брзо пође по злу.                              |                    |                                    |                    |              |                    |           |
| 23 | 3                  | Летећа опасност                    | Ендру Флеминг      | Џо Мерфи     | 21. децембар 2022. | 303       |
| Када се радни захтеви погоршају, Силвије се ослони на шарм да реши ситуацију. Минди се упусти у рискантне активности иза позорнице. Емили коначно одлучи шта ће даље. |                    |                                    |                    |              |                    |           |
| 24 | 4                  | Уживо из Париза, Емили Купер       | Ерин Ерлих         | Сара Чои     | 21. децембар 2022. | 304       |
| Обилазећи Париз као туристкиња, Емили пронађе послић са стране који на стави на тест њено познавање језика. Камиј се зближи с интригантном уметницом.                 |                    |                                    |                    |              |                    |           |
| 25 | 5                  |                                    | Ерин Ерлих         | Робин Шиф    | 21. децембар 2022. | 305       |
| Емили покуша да искористи свој утицај да осигура Силвије место на списку лица, Минди налети на добро умреженог старог пријатеља, а Алфи организује забаву.            |                    |                                    |                    |              |                    |           |
| 26 | 6                  | Бивши у Прованси                   | Питер Лауер        | Лиз Енеј     | 21. децембар 2022. | 306       |
| Због догађаја с луксузним аутомобилима Емили одлази у Провансу, где поља лаванде, раскошан оброк и гост изненађења запале љубавне искре.                              |                    |                                    |                    |              |                    |           |
| 27 | 7                  | Како изгубити дизајнера за 10 дана | Катина Медина Мора | Џо Мерфи     | 21. децембар 2022. | 307       |
| Агенција заокупљена је двоструком дозом драматике модних дизајнера. Добивши загонетну позивницу, Минди замоли Емили и Габријела за помоћ.                             |                    |                                    |                    |              |                    |           |
| 28 | 8                  | Жртва моде                         | Катина Медина Мора | Алисон Браун | 21. децембар 2022. | 308       |
| Пјерова судбина је неизвесна, а појаве се и гласине о отворању његове продавнице. Силције контактира са старим познаником. Емили подржи тмурног Габријела.            |                    |                                    |                    |              |                    |           |
| 29 | 9                  | Љубав је у ваздуху                 | Ендру Флеминг      | Грант Слос   | 21. децембар 2022. | 309       |
| Ионако несигурна јер не зна како стоји с Алфијем, Емили се нађе на танком леду с Миндиним дечком. Габријел донесе важне одлуке о својој будућности.                   |                    |                                    |                    |              |                    |           |
| 30 | 10                 | Шарада                             | Ендру Флеминг      | Дарен Стар   | 21. децембар 2022. | 310       |
| Између поткопавања колеге и помагања Габријелу да оствари свој кулинарски сан, Емили присуствује прослави у Шампању која се заврши шокантно.                          |                    |                                    |                    |              |                    |           |

### 4. сезона (2024)
| Део 1 |    |                       |               |                               |                     |     |
| 31 | 1  | Гем, сет и меч        | Ендру Флеминг | Грант Слос                    | 15. август 2024.    | 401 |
| Након катастрофалног венчања и једне виралне снимке Емили покушава стати на ноге и у љубави и на послу, пре почетка Отвореног првенства Француске. |    |                       |               |                               |                     |     |
| 32 | 2  | Љубав у бегу          | Ендру Флеминг | Алисон Браун                  | 15. август 2024.    | 402 |
| Кад Емили открије Габријелу велику тајну забринутост прерасте у бес. Минди пронађе костур у ормару ЈВМА. Камиј побегне од проблема уз Монеа.       |    |                       |               |                               |                     |     |
| 33 | 3  | Маскенбал             | Ендру Флеминг | Џо Марфи                      | 15. август 2024.    | 403 |
| Габријелова животна ситуација се јако закомпликује, а Емили планира раскошни маскенбал, на којем се изразе осећаји и донесу одлуке.                |    |                       |               |                               |                     |     |
| 34 | 4  | Сива зона             | Питер Лауер   | Прати Сринивасан и Џошуа Ливи | 15. август 2024.    | 404 |
| Емили тражи приватно место за романтични сусрет, Силвије затражи услугу за отворење Лорановог клуба, а Минди наиђе на проблеме у вези.             |    |                       |               |                               |                     |     |
| 35 | 5  |                       | Ерин Ерлич    | Џо Марфи                      | 15. август 2024.    | 405 |
| рекламира нову линију за негу коже, а Габријелов ресторан јури Мишелинову звездицу, али изглед вара. Камиј у шопингу налети на проблеме.           |    |                       |               |                               |                     |     |
| Део 2 |    |                       |               |                               |                     |     |
| 36 | 6  | Последњи Божић        | Ерин Ерлич    | Грант Слос                    | 12. септембар 2024. | 406 |
| Након промене божићних планова у задњи трен Емили оде у колибу у француске Алпе, где се скијање баш и не заврши најбоље.                           |    |                       |               |                               |                     |     |
| 37 | 7  | Изгубљени у преводу   | Питер Лауер   | Алисон Браун                  | 12. септембар 2024. | 407 |
| Емили добије штићеницу захваљујући Силвије и има проблема у комуникацији с Габријелом. Минди се одлучи за занимљив приступ новом послу.            |    |                       |               |                               |                     |     |
| 38 | 8  | Опет у Крејзи Хорсу   | Ендру Флеминг | Лиз Ени и Џо Марфи            | 12. септембар 2024. | 408 |
| Емилин згодни спаситељ је опет ту, овога пута с примамљивом позивницом. Минди наступом у Крејзи Хорсу голица машту гостију. Женевјев тражи стан.   |    |                       |               |                               |                     |     |
| 39 | 9  | Празник у Риму        | Ендру Флеминг | Грант Слос и Робин Шиф        | 12. септембар 2024. | 409 |
| Досели се нови комшија, а Емили направи нешто незамисливо и узме слободан дан како би отишла на обилазак Рима у друштву шармантног водича.         |    |                       |               |                               |                     |     |
| 40 | 10 | Сви путеви воде у Рим | Ендру Флеминг | Дарен Стар                    | 12. септембар 2024. | 410 |
| Мешање посла и задовољства? Емили није тако замишљала одмор у Италији. Габријелу се поклопе звезде, а Минди пронађе инспирацију у рушевинама.      |    |                       |               |                               |                     |     |

## Продукција

### Развој
Дана 5. септембра 2018. најављено је да је Paramount Network наручио прву сезону серије која се састоји од 10 епизода. Аутор серије је Дарен Стар, који има вишегодишњи уговор са ViacomCBS-ом и ради на пројектима за ViacomCBS, као и власника студија MTV Entertainment Studios. Такође се очекивало да ће Стар бити извршни продуцент заједно са Тонијем Хернандезом. Продукцијске куће укључене у серију требало је да се састоје од Jax Media-е. Дана 13. јула 2020. најављено је да ће се серија преселити са Paramount Network-а на Netflix. Дана 11. новембра 2020. Netflix је обновио серију за другу сезону. Дана 10. јануара 2022. Netflix је обновио серију за трећу и четврту сезону.

### Кастинг
Дана 3. априла 2019. Лили Колинс је добила главну улогу. Дана 13. августа 2019. Ешли Парк се придружила главним улогама. Дана 19. септембра 2019. Филипин Леруа-Болије, Лукас Браво, Самјуел Арнолд, Камиј Раза и Бруно Гури придружили су се глумачкој екипи у главним улогама, док су Кејт Волш, Вилијам Абади и Арно Вијар добили споредне улоге. Дана 24. маја 2021. Лусјен Лависконт је добио споредну улогу, док је Абади унапређен у главне улоге за другу сезону.

### Снимање
Снимање прве сезоне очекивало се да ће почети почетком 2019. у Паризу и његовим предграђима, али је почело у августу 2019. године.
Многе сцене су снимљене на палати Естрапад у улици 5. ародисемент. Оригинално је место Емилиног стана, ресторана („Les Deux Compères”) и пекаре. Неке сцене се такође снимају у Сите ду синема, комплексу филмског студија у Сен Денију. Позната паришка места приказана у серији, као што су мост Александра III, опера Гарније, Л'Ателијер дес Лумирес, Ру де л'Абревоар, парк Луксембург, краљевска палата, кафе де Флор и Пантеон. Једна епизода је такође снимљена у чату де Сонај у департману Ендра и Лоара. Додатно снимање обављено је у Чикагу током новембра 2019.
Снимање друге сезоне почело је 3. маја 2021. и завршено је 19. јула 2021. године.

## Приказивање
Прва сезона је приказана 2. октобра 2020, друга 22. децембра 2021, трећа 21. децембра 2022, а четврта 15. августа и 12. септембра 2024.